# Cagliari Calcio 2001-2002
Questa voce raccoglie le informazioni riguardanti il Cagliari Calcio nelle competizioni ufficiali della stagione 2001-2002.

## Stagione
Nella stagione 2001-2002 il Cagliari disputa il campionato di Serie B, raccogliendo 47 punti con il tredicesimo posto della classifica. Un campionato da dimenticare per il Cagliari quello dell'attuale stagione, vissuto costantemente nella parte destra della classifica. Con il solito valzer di allenatori, che spesso caratterizza le stagioni storte, si sono alternati in quattro sulla panchina cagliaritana. Il girone di andata si è chiuso in piena zona retrocessione a 17 punti, con il Cagliari solitario al quart'ultimo posto. Decisamente meglio è stato invece il girone di ritorno dei rossoblù, sia dal punto di vista del gioco che dei punti fatti, giocato agli ordini dell'esperto tecnico Nedo Sonetti: i sardi hanno raccolto 30 punti, riuscendo in questo modo a centrare la salvezza, sebbene per soli due punti. Anche nella Coppa Italia il Cagliari non è riuscito a fare molta strada, fermandosi nel girone 4 di qualificazione, che ha promosso il Modena, peraltro sonoramente sconfitto (4-0) al Sant'Elia.

## Divise e sponsor
Lo sponsor tecnico della stagione fu per il secondo e ultimo anno Uhlsport, mentre il main sponsor fu Terra Sarda. La prima divisa, è una rivisitazione del classico completo rossoblù, nella seconda divisa viene mantenuto la banda larga diagonale dell'anno precedente con cambio del motivo al suo interno. Il terzo completo era invece di colore arancio con striscia blu.
| 1ª divisa | 2ª divisa | 3ª divisa |  |

## Rosa
| N. |                         | Ruolo | Calciatore                      |
| -- | ----------------------- | ----- | ------------------------------- |
| 1  | Italia (bandiera)       | P     | Armando Pantanelli              |
| 2  | Italia (bandiera)       | D     | Mirko Cudini                    |
| 3  | Italia (bandiera)       | D     | Gianfranco Circati              |
| 4  | Francia (bandiera)      | D     | François Modesto                |
| 5  | Uruguay (bandiera)      | C     | Nelson Abeijón                  |
| 6  | Uruguay (bandiera)      | D     | Diego Luis López                |
| 7  | RD del Congo (bandiera) | A     | Jason Mayélé                    |
| 8  | Italia (bandiera)       | A     | Emiliano Melis                  |
| 9  | Honduras (bandiera)     | A     | David Suazo                     |
| 10 | Italia (bandiera)       | C     | Daniele Conti                   |
| 11 | Italia (bandiera)       | A     | Fabrizio Cammarata              |
| 13 | Italia (bandiera)       | D     | Gianluca Grassadonia (capitano) |
| 14 | Italia (bandiera)       | C     | Luca Cavallo                    |
| 14 | Brasile (bandiera)      | D     | João Paulo di Fábio             |
| 15 | Italia (bandiera)       | C     | Alessandro Colasante            |
| 16 | Italia (bandiera)       | A     | Andrea Capone                   |
| 16 | Italia (bandiera)       | A     | Mauro Ragatzu                   |

| N. |                     | Ruolo | Calciatore         |
| -- | ------------------- | ----- | ------------------ |
| 18 | Italia (bandiera)   | C     | Giorgio Lucenti    |
| 19 | Italia (bandiera)   | C     | Giovanni Soro      |
| 20 | Italia (bandiera)   | C     | Giovanni Sulcis    |
| 21 | Italia (bandiera)   | P     | Alessio Scarpi     |
| 22 | Italia (bandiera)   | C     | Sebastiano Pinna   |
| 23 | Italia (bandiera)   | A     | Mattia Mastrolilli |
| 23 | Italia (bandiera)   | A     | Antonio Langella   |
| 24 | Italia (bandiera)   | D     | Enea Dionisio      |
| 25 | Italia (bandiera)   | P     | Paolo Mancini      |
| 26 | Italia (bandiera)   | C     | Nicola Sogus       |
| 27 | Italia (bandiera)   | C     | Mauro Esposito     |
| 28 | Italia (bandiera)   | A     | Luigi Beghetto     |
| 29 | Svizzera (bandiera) | C     | Antonio Esposito   |
| 30 | Italia (bandiera)   | D     | Giacomo Chessa     |
| 31 | Italia (bandiera)   | C     | Giorgio Gorgone    |
| 33 | Italia (bandiera)   | D     | Stefano De Angelis |
| 38 | Italia (bandiera)   | A     | Marco Negri        |

## Risultati

### Campionato

#### Girone di andata
| Cagliari 26 agosto 2001 1ª giornata | Cagliari                  | 0 – 0 | Messina | Stadio Sant'Elia\| Arbitro: \| Dondarini (Finale Emilia) \| |
| Arbitro:                            | Dondarini (Finale Emilia) |       |         |                                                             |

| Palermo 3 settembre 2001 2ª giornata | Palermo                  | 0 – 0 | Cagliari | Stadio La Favorita\| Arbitro: \| Morganti (Ascoli Piceno) \| |
| Arbitro:                             | Morganti (Ascoli Piceno) |       |          |                                                              |

| Arbitro: | P. Rossi (Ciampino) |

|           |           |                  |
| Conti 39’ | Marcatori | 27’, 34’ Spinesi |

| Arbitro: | Trentalange (Torino) |

|                                             |           |                              |
| Artistico 14’, 66’ Deflorio 38’ Porchia 50’ | Marcatori | 19’ Abeijon 70’ (rig.) Melis |

| Arbitro: | P. Rossi (Ciampino) |

|  |           |                        |
|  | Marcatori | 80’ Luiso 90+3’ Vasari |

| Cava de' Tirreni 30 settembre 2001 6ª giornata | Napoli             | 0 – 0 | Cagliari | Stadio Simonetta Lamberti\| Arbitro: \| Preschern (Mestre) \| |
| Arbitro:                                       | Preschern (Mestre) |       |          |                                                               |

| Arbitro: | Palmieri (Cosenza) |

|                  |           |                      |
| Conti 50’ (rig.) | Marcatori | 60’ (rig.) De Cesare |

| Arbitro: | De Santis (Tivoli) |

|                                    |           |               |
| Bresciano 50’ Maccarone 70’ (rig.) | Marcatori | 51’ Cammarata |

| Arbitro: | Nucini (Bergamo) |

|                                    |           |  |
| Fabbrini 25’ Rabito 52’ Tarana 80’ | Marcatori |  |

| Cagliari 26 ottobre 2001 10ª giornata | Cagliari             | 0 – 0 | Reggina | Stadio Sant'Elia\| Arbitro: \| Trentalange (Torino) \| |
| Arbitro:                              | Trentalange (Torino) |       |         |                                                        |

| Arbitro: | Trefoloni (Siena) |

|  |           |                     |
|  | Marcatori | 5’ Suazo 9’ Lucenti |

| Arbitro: | Cassarà (Palermo) |

|           |           |            |
| López 49’ | Marcatori | 46’ Fabris |

| Arbitro: | Pieri (Genova) |

|           |           |  |
| Olivi 75’ | Marcatori |  |

| Arbitro: | Palmieri (Cosenza) |

|                                  |           |  |
| Melis 66’ M. Esposito 72’ (rig.) | Marcatori |  |

| Arbitro: | Pieri (Genova) |

|              |           |  |
| Colacone 63’ | Marcatori |  |

| Arbitro: | Ayroldi (Molfetta) |

|                              |           |                          |
| M. Esposito 5’ Gorgone 90+1’ | Marcatori | 32’ Baiano 73’ Cimarelli |

| Arbitro: | Cassarà (Palermo) |

|                  |           |  |
| F. Giampaolo 67’ | Marcatori |  |

| Arbitro: | Castellani (Verona) |

|                         |           |                      |
| Lucenti 16’ Abeijon 51’ | Marcatori | 9’ (rig.) Carparelli |

| Vicenza 6 gennaio 2002 19ª giornata | Vicenza          | 0 – 0 | Cagliari | Stadio Romeo Menti\| Arbitro: \| Nucini (Bergamo) \| |
| Arbitro:                            | Nucini (Bergamo) |       |          |                                                      |

#### Girone di ritorno
| Arbitro: | Preschern (Mestre) |

|  |           |                  |
|  | Marcatori | 50’, 90+4’ Suazo |

| Arbitro: | Saccani (Mantova) |

|                                                                   |           |  |
| Cammarata 45’ Suazo 50’ (rig.) Lucenti 54’ M. Esposito 78’ (rig.) | Marcatori |  |

| Bari 3 febbraio 2002 22ª giornata | Bari                | 0 – 0 | Cagliari | Stadio San Nicola\| Arbitro: \| Castellani (Verona) \| |
| Arbitro:                          | Castellani (Verona) |       |          |                                                        |

| Arbitro: | De Santis (Tivoli) |

|                           |           |              |
| Suazo 15’ M. Esposito 47’ | Marcatori | 66’ Pecorari |

| Arbitro: | Palmieri (Cosenza) |

|                            |           |                             |
| Vasari 20’ Flachi 34’, 86’ | Marcatori | 48’, 59’ Sulcis 51’ Lucenti |

| Arbitro: | Palanca (Roma) |

|               |           |                 |
| Cammarata 59’ | Marcatori | 37’ Jankulovski |

| Arbitro: | Farina (Novi Ligure) |

|             |           |  |
| Argilli 15’ | Marcatori |  |

| Arbitro: | Bolognino (Milano) |

|               |           |                                              |
| Cammarata 50’ | Marcatori | 56’ Maccarone 88’ (aut.) López 90’ Bresciano |

| Cagliari 17 marzo 2002 28ª giornata | Cagliari          | 0 – 0 | Modena | Stadio Sant'Elia\| Arbitro: \| Saccani (Mantova) \| |
| Arbitro:                            | Saccani (Mantova) |       |        |                                                     |

| Reggio Calabria 30 marzo 2002 29ª giornata | Reggina             | 0 – 0 | Cagliari | Stadio Oreste Granillo\| Arbitro: \| Borriello (Mantova) \| |
| Arbitro:                                   | Borriello (Mantova) |       |          |                                                             |

| Arbitro: | Pieri (Genova) |

|             |           |  |
| Lucenti 13’ | Marcatori |  |

| Terni 14 aprile 2002 31ª giornata | Ternana            | 0 – 0 | Cagliari | Stadio Libero Liberati\| Arbitro: \| Bolognino (Milano) \| |
| Arbitro:                          | Bolognino (Milano) |       |          |                                                            |

| Arbitro: | Dondarini (Finale Emilia) |

|                             |           |                            |
| M. Esposito 45+1’ Suazo 66’ | Marcatori | 27’ Bellotto 87’ Di Vicino |

| Arbitro: | Palanca (Roma) |

|  |           |               |
|  | Marcatori | 71’ Cammarata |

| Arbitro: | Braschi (Prato) |

|  |           |              |
|  | Marcatori | 43’ Oliveira |

| Arbitro: | Saccani (Mantova) |

|  |           |                |
|  | Marcatori | 81’ De Angelis |

| Arbitro: | De Santis (Tivoli) |

|                             |           |                       |
| M. Esposito 43’ Suazo 45+1’ | Marcatori | 80’ Antonelli Agomeri |

| Arbitro: | Dondarini (Finale Emilia) |

|                                          |           |                                            |
| Carparelli 7’ Mihalcea 38’ Francioso 83’ | Marcatori | 10’ (rig.) Suazo 44’ M. Esposito 85’ Negri |

| Arbitro: | Castellani (Verona) |

|                     |           |                           |
| Suazo 14’ Negri 76’ | Marcatori | 77’ Schwoch 87’ Margiotta |

### Coppa Italia

#### Girone 4
| Arbitro: | Cassarà (Palermo) |

|                        |           |                  |
| Mozart 16’ Savoldi 57’ | Marcatori | 72’ (rig.) Melis |

| Arbitro: | Cannella (Palermo) |

|                                                        |           |  |
| Lucenti 10’ López 48’ F.J. Modesto 67’ M. Esposito 85’ | Marcatori |  |

| Cagliari 29 agosto 2001 3ª giornata | Cagliari                 | 0 – 0 | Lumezzane | Stadio Sant'Elia\| Arbitro: \| Morganti (Ascoli Piceno) \| |
| Arbitro:                            | Morganti (Ascoli Piceno) |       |           |                                                            |